# Die lustige Witwe
The Merry Widow (tiếng Đức: Die lustige Witwe, tiếng Việt: Bà quả phụ vui tính) là vở operetta 3 màn của nhà soạn nhạc Franz Lehár. Những người viết lời cho tác phẩm là Viktor Léon và Leo Stein. Họ đã phỏng theo hài kịch Người tùy viên sứ quán của Henri Meilhac. Trong vở operetta này có khúc waltz nổi tiếng.